# 科里–巴克什–柴田还原反应
科里-巴克什-柴田（Corey-Bakshi-Shibata）还原反应，简称CBS还原，也称Itsuno-Corey还原，是酮在手性硼杂噁唑烷（CBS催化剂）和乙硼烷的醚溶液催化下被立体选择性还原为醇的有机反应。反应以发现者 E. J. Corey、R. K. Bakshi 和 S. Shibata（柴田）的名字命名。